# Thiên hi mạn ba
Thiên hi mạn ba (tiếng Trung: 千禧曼波; bính âm: Qiānxī Mànbō, tiếng Anh: Millennium Mambo) là một bộ phim chính kịch lãng mạn của điện ảnh Đài Loan phát hành năm 2001 của đạo diễn Hầu Hiếu Hiền, với sự tham gia diễn xuất của Thư Kỳ, Cao Tiệp và Đoàn Quân Hào.

## Nội dung
Nhân vật chính, Vicky, do nữ diễn viên Thư Kỳ thể hiện, lấy bối cảnh từ năm 2011 kể lại về cuộc đời của Vicky 10 năm về trước đó. Cô ấy mô tả tuổi trẻ của mình với câu chuyện về cuộc đời thay đổi của cô vào đầu thiên niên kỷ mới. Cô làm tiếp viên trong một quán bar thời thượng. Vicky bị vướng vào mối tình  giữa hai người đàn ông, Hạo Hạo và Jack, và cuộc hành trình song song của tâm hồn và cách đối mặt tuổi trẻ thoáng qua của một cô gái.

## Diễn viên
| Diễn viên           | Vai     |
| ------------------- | ------- |
| Thư Kỳ              | Vicky   |
| Cao Tiệp            | Jack    |
| Đoàn Quân Hào       | Hạo Hạo |
| Nữu Thừa Trạch      | Doze    |
| Chen Yi-Hsuan       | Xuan    |
| Jun Takeuchi        | Jun     |
| Jenny Tseng Yan Lei |         |
| Pauline Chan Bo-Lin |         |
| Huang Xiao Chu      |         |

Trương Mạn Ngọc trong một buổi họp báo cho bộ phim Tâm trạng khi yêu đã chia sẻ, ban đầu cô và Lương Triều Vỹ đã được mời đóng vai chính cho bộ phim.

## Giải thưởng và đề cử
- Liên hoan phim Cannes 2001[2]
  - Thắng: Technical Grand Prize (Đỗ Đốc Chi)
  - Đề cử: Cành cọ Vàng
- LHP Quốc tế Chicago
  - Thắng: Silver Hugo (Hầu Hiếu Hiền)
- LHP Quốc tế Ghent
  - Thắng: Đạo diễn xuất sắc nhất (Hầu Hiếu Hiền)
  - Đề cử: Grand Prix
- Giải Kim Mã
  - Thắng: Quay phim xuất sắc nhất (Lý Bình Thấn)
  - Thắng: Nhạc phim xuất sắc nhất (Lâm Cường)
  - Thắng: Kỹ thuật âm thanh xuất sắc nhất (Đỗ Đốc Chi)